# あきたこまち
あきたこまちは、イネの栽培品種の1つ。日本の秋田県が開発し1984年に県の奨励品種に採用され、その後は秋田県と東北地方を中心に日本国内各地で栽培されている品種である。

## 概要
秋田県が独自の良食味品種を目指し、5年以上かけて開発していた品種であった。最終的に選出された「秋田31号（あきたこまち）」は福井県から譲渡された1株の雑種第一代（F1）交配種子を用いて育成されたものであったため、両県の間で権利の譲り合いがあり種苗法による品種登録はされていない。そのため知的財産としての裏付けはなく、隣県の岩手県をはじめ、関東地方、中国・四国地方、九州地方まで広く栽培されている。
1990年に平成の大嘗祭で秋田県五城目町産のあきたこまちが献上米に選定されたことで、日本全国に知られるようになり、農協の売り上げも増えることになった。
1991年には作付面積10万haを越え、以降は作付面積2 - 4位と上位を維持している。2005年（平成17年度）の作付面積は約13万ヘクタール、順位は第4位である。東北地方に限れば、ひとめぼれについで作付面積2位である。
秋田県は鉱山が多いため、稲がカドミウムを吸収しないように灌漑管理などの取り組みを行っていたが、農家の手間の削減、カドミウムやヒ素の基準値が日本より厳しい国への輸出する際の対応、将来の日本の基準厳格化を見越し、カドミウム低吸収性品種の「コシヒカリ環1号」と「あきたこまち」を交配させた「あきたこまちR」を開発した。秋田県では2025年から奨励品種を「あきたこまちR」へ切り替える予定であるが、品種群は同じであるため表記は「あきたこまち」のままとなる。

## 命名と販売
名称は公募で決定され、秋田県湯沢市小野の小野小町生誕伝説にちなんで「あきたこまち」と命名された。このためパッケージなどでは小野小町や、それにちなんだ市女笠の秋田美人のイメージが用いられることが多い。他に秋田県出身の漫画家である矢口高雄の代表作『釣りキチ三平』も採用されている。
米袋に美少女イラストを描いた「萌え米」として販売された際には反響が大きく、ニュース報道などでも注目された。秋田県雄勝郡羽後町のうご農業協同組合では、西又葵が美少女イラストを描いた「JAうご あきたこまち 美少女パッケージ」を全国に通信販売している。

## 育種目標・経緯
晩生種であり秋田県での栽培には向かなかったコシヒカリより早熟で、かつコシヒカリの食味特性を持った品種を目指して育成された品種である。地元の生産者の要望を受けて、秋田県単独予算の育種事業（県単育種）として品種開発が行なわれた。

### 育成経過
交配の組み合せはコシヒカリと「奥羽292号」であり、1975年に福井県農業試験場で交配が行なわれた。1977年に雑種第一代1個体分の雑種第二代種子を秋田県農業試験場が譲り受け、その年の圃場栽培から後代の育成・選抜を行なった。1981年に雑種第六代の選抜終了後、有望系統（雑種第七代種子）に「秋田31号」の地方番号が与えられ、1982年以降の各種試験に供された。日本穀物検定協会による食味試験でも高い数値を出し、1984年には秋田県の奨励品種に採用された。
交配系譜
|        |        |        |        | 大系437   | 大系437   | 大系437   | 大系437   | 大系437   | 大系437   |                           |    | 越南43号 （サンプク） | 越南43号 （サンプク） | 越南43号 （サンプク） | 越南43号 （サンプク） | 越南43号 （サンプク） | 越南43号 （サンプク） |                     |                     |                                   |                                   |                                   |                                   |                                   |                                   |                       |                       |                       |                       |
|        |        |        |        | 大系437   | 大系437   | 大系437   | 大系437   | 大系437   | 大系437   |                           |    | 越南43号 （サンプク） | 越南43号 （サンプク） | 越南43号 （サンプク） | 越南43号 （サンプク） | 越南43号 （サンプク） | 越南43号 （サンプク） |                     |                     |                                   |                                   |                                   |                                   |                                   |                                   |                       |                       |                       |                       |
|        |        |        |        |           |           |           |           |           |           |                           |    |                       |                       |                       |                       |                       |                       |                     |                     |                                   |                                   |                                   |                                   |                                   |                                   |                       |                       |                       |                       |
| PiNo.4 | PiNo.4 | PiNo.4 | PiNo.4 | PiNo.4    | PiNo.4    |           |           | F1        | F1        | F1                        | F1 | F1                    | F1                    |                       |                       | 農林1号 （北陸4号）   | 農林1号 （北陸4号）   | 農林1号 （北陸4号） | 農林1号 （北陸4号） | 農林1号 （北陸4号）               | 農林1号 （北陸4号）               |                                   |                                   | 農林22号 （近畿34号）             | 農林22号 （近畿34号）             | 農林22号 （近畿34号） | 農林22号 （近畿34号） | 農林22号 （近畿34号） | 農林22号 （近畿34号） |
| PiNo.4 | PiNo.4 | PiNo.4 | PiNo.4 | PiNo.4    | PiNo.4    |           |           | F1        | F1        | F1                        | F1 | F1                    | F1                    |                       |                       | 農林1号 （北陸4号）   | 農林1号 （北陸4号）   | 農林1号 （北陸4号） | 農林1号 （北陸4号） | 農林1号 （北陸4号）               | 農林1号 （北陸4号）               |                                   |                                   | 農林22号 （近畿34号）             | 農林22号 （近畿34号）             | 農林22号 （近畿34号） | 農林22号 （近畿34号） | 農林22号 （近畿34号） | 農林22号 （近畿34号） |
|        |        |        |        |           |           |           |           |           |           |                           |    |                       |                       |                       |                       |                       |                       |                     |                     |                                   |                                   |                                   |                                   |                                   |                                   |                       |                       |                       |                       |
|        |        |        |        | 奥羽292号 | 奥羽292号 | 奥羽292号 | 奥羽292号 | 奥羽292号 | 奥羽292号 |                           |    |                       |                       |                       |                       |                       |                       |                     |                     | 農林100号 越南17号 （コシヒカリ） | 農林100号 越南17号 （コシヒカリ） | 農林100号 越南17号 （コシヒカリ） | 農林100号 越南17号 （コシヒカリ） | 農林100号 越南17号 （コシヒカリ） | 農林100号 越南17号 （コシヒカリ） |                       |                       |                       |                       |
|        |        |        |        | 奥羽292号 | 奥羽292号 | 奥羽292号 | 奥羽292号 | 奥羽292号 | 奥羽292号 |                           |    |                       |                       |                       |                       |                       |                       |                     |                     | 農林100号 越南17号 （コシヒカリ） | 農林100号 越南17号 （コシヒカリ） | 農林100号 越南17号 （コシヒカリ） | 農林100号 越南17号 （コシヒカリ） | 農林100号 越南17号 （コシヒカリ） | 農林100号 越南17号 （コシヒカリ） |                       |                       |                       |                       |
|        |        |        |        |           |           |           |           |           |           |                           |    |                       |                       |                       |                       |                       |                       |                     |                     |                                   |                                   |                                   |                                   |                                   |                                   |                       |                       |                       |                       |
|        |        |        |        |           |           |           |           |           |           | 秋田31号 （あきたこまち） |    |                       |                       |                       |                       |                       |                       |                     |                     |                                   |                                   |                                   |                                   |                                   |                                   |                       |                       |                       |                       |

### 子孫品種
あきたこまちからは、多くの子孫品種が生まれている。
- はえぬき（子品種）山形県産
- つがるロマン（子品種）青森県産[10]
- ゆめおばこ（孫品種）秋田県産[11]
- まっしぐら（孫品種）青森県産[10]
- ほしのゆめ（孫品種）北海道産
- 秋のきらめき[12]（曾孫品種）
- ふっくりんこ（曾孫品種）北海道産、「ほしのゆめ」の子品種

## 品種特性
秋田県内でも冷害などを回避して安全に栽培できる熟期であり、秋田県では早生の晩を示す粳品種である。いもち病に対する抵抗性には優れるものの、ササニシキと同じく耐倒伏性には弱い。
玄米外観品質は特に優れるほどではないが実用上問題はない。炊飯米は外観はササニシキ並みの光沢を持つ。
食味はササニシキ・コシヒカリと比較して遜色なく、強い粘りを持っている。コシヒカリほど柔らかくなくしっかりとした粒感があり、冷めても味が落ちにくいため、一般消費者への流通のみならず外食産業や弁当製造などでも多く使用される。牛丼チェーンの松屋では業務用米に多いブレンド米ではなく「あきたこまち100%使用」をセールスポイントにしている。
次期奨励品種の「あきたこまちR」はカドミウム吸収性以外は「あきたこまち」と同等とされる。

## 生育特性
秋田県産あきたこまちの場合の一例。
- 播種日…4月29日
- 田植日（移植日）…5月24日
- 出穂期…8月5日
- 登熟期…8月15日〜9月25日
  - 登熟期の開始日は、出穂期+10日目としている。